# انکا باکووا
انکا باکووا (بلغاری: Ани Стоянова "Анка" Бакова؛ ۲۲ فوریهٔ ۱۹۵۷ – ) قایقران روئینگ اهل بلغارستان بود.
وی در مسابقات کشوری و بین‌المللی در مجموع برندهٔ ۱ مدال طلا، ۱ مدال نقره، ۳ مدال برنز شده‌است.